# Earl Sweatshirt
Thebe Neruda Kgositsile (Chicago, 24 de fevereiro de 1994), mais conhecido pelo seu nome artístico Earl Sweatshirt, é um cantor, rapper, compositor e produtor musical norte-americano, e membro do grupo de hip hop alternativo OFWGKTA (Odd Future Wolf Gang Kill Them All) ou somente Odd Future.
Aos 16 anos, ganhou reconhecimento e elogios da crítica por sua mixtape de estreia, Earl (2010). Pouco depois de sua libertação, ele foi enviado por sua mãe para um internato em Samoa para adolescentes em situação de risco, onde frequentou por um ano e meio. Incapaz de gravar durante sua estadia, ele retornou a Los Angeles em fevereiro de 2012, antes de completar dezoito anos. Kgositsile voltou ao Odd Future e assinou um contrato de gravação com a gravadora controladora do grupo, Columbia Records, para lançar seu primeiro álbum de estúdio, Doris (2013).
O álbum alcançou o pico entre os cinco primeiros da Billboard 200, enquanto seu segundo e terceiro álbuns, I Don't Like Shit, I Don't Go Outside (2015) e Some Rap Songs (2018), ambos alcançaram o pico entre os 20 primeiros; cada um recebeu elogios da crítica. Ele então assinou com a Warner Records para lançar seu EP de estreia, Feet of Clay (2019).

## Início da vida
Thebe Neruda Kgositsile nasceu em 24 de fevereiro de 1994, em Chicago, Illinois, filho de Cheryl Harris,  uma professora de direito e teórica crítica racial na Universidade da Califórnia (UCLA), Los Angeles, e de Keorapetse Kgositsile um poeta e ativista político sul-africano, que abandonou a família quando Earl tinha 6 anos. Seu pai foi apresentado como uma pessoa frequentemente ausente na vida de Kgositsile, devido a ele morar na África do Sul enquanto Kgositsile morava em Los Angeles, Califórnia. Kgositsile afirmou que "Eu e meu pai tínhamos um relacionamento que não é incomum para as pessoas terem com seus pais, que não é perfeito, conversar com ele é simbólico e não simbólico, mas é literalmente o encerramento da minha infância. ter aquele momento me fez descobrir muito comigo mesmo". Kgositsile frequentou a UCLA Lab School em Los Angeles e a New Roads Middle School & High School em Santa Monica, Califórnia.

## Carreira

### 2008–2011
Kgositsile começou a fazer rap na sétima série. Em 2007, sob o nome de Sly Tendencies, ele postou faixas de sua mixtape, Kitchen Cutlery, via MySpace.
Em 2009, Tyler, the Creator conheceu Earl, até então conhecido como Sly Tendencies, no MySpace onde ele gravou faixas para sua mixtape chamada de Kitchen Cutlery, embora a mixtape nunca tenha sido terminada ou liberada ele se tornou amigo do Tyler e entrou para o Odd Future.[carece de fontes?]
Earl e seu novo grupo, foram destaques em revistas como Spin, Billboard e The Fader. Seu primeiro álbum, intitulado de Earl, foi autolançado 31 de março de 2010 como um download digital gratuito no site Odd Future. A maioria das faixas do álbum foram produzidas pelo Tyler e foi nomeado o 24° melhor álbum de 2010 pela Complex.
Apesar das críticas positivas, várias fontes estavam indicando que Earl tinha parado de fazer músicas com Odd Future. Mensagens de Tyler, no Twitter e no Formspring diziam que a mãe de Earl não estava dando mais permissão para liberar toda a música dele. Sua mãe o mandou para Samoa por causa da letras que eram desrespeitosas e agressivas e também para ficar longe dos integrantes do grupo, embora Earl havia expressado em uma entrevista, que não era por causa da sua musica e conteúdo lirico e sim para não se meter em problemas. Earl foi para a Coral Reef Academy, uma escola terapêutica para meninos em situação de risco, localizada fora da capital de Samoa e Apia. Enquanto estava lá, ele leu a biografia de Manning Marable, Malcolm X e a ficção contracultura de Richard Fariña. Ele também escreveu rimas, incluindo a maioria de seus versos em "Oldie", sua única contribuição na música e no álbum The OF Tape Vol.2.
Em 1º de dezembro de 2011, três músicas inéditas de Earl foram liberadas através do OddFutureTalk "Odd Future Unreleased" mixtape. Em dezembro de 2011, Earl foi anunciado como candidato para 2012 Freshmen, Lista da XXL.[carece de fontes?]

### 2012–presente
Em 8 de fevereiro de 2012, os rumores espalhados pela internet que Earl havia retornado, foi quando um vídeo dele apareceu no YouTube com uma prévia de uma nova música dizendo que se os espectadores queriam "a coisa completa" eles teriam que dar-lhe 50 mil seguidores no Twitter. Ele também confirmou mais tarde em sua nova conta, que ele tinha retornado para sua casa em Los Angeles. Três horas se passaram e Earl atingiu 50.000 seguidores e liberou uma nova música em seu site, intitulado "Home", em que ele termina a canção com "eu estou de volta. Bye". Earl posteriormente confirmou via Twitter que todas as faixas lançadas antes do Oldie, era coisas que ele gravou antes de ir para o estrangeiro. No mesmo dia, Earl lançou o seu website Terttlefer.com, que mais tarde foi alterado para Earlxsweat.com (depois de seu nome de usuário do Twitter) e, finalmente Earlsweatshirt.com.[carece de fontes?]
Em 15 de março de 2012, foi confirmado que Earl apareceria na canção "Oldie" do The OF Tape Vol.2. Esta foi a sua primeira aparição com o seu grupo depois do seu retorno.[carece de fontes?]
Depois de uma longa ausência do Odd Future, Earl teve sua primeira aparição com o grupo no Hammerstein Ballroom, em Nova York em 20 de março de 2012. Em 9 de abril de 2012, o rapper Casey Veggies lançou uma mixtape intitulada Greatly 3, que inclui uma canção com Earl Sweatshirt, Tyler, the Creator, Domo Genesis, e Hodgy Beats intitulado "PNCINTLOFWGKTA". Durante esse mês Earl, assinou documentos para criar seu próprio selo chamado Tan Cressida que será distribuído pela Columbia Records. Ele recusou várias outras propostas de gravadoras, devido a sua prioridade de permanecer perto do Odd Future. Seus novos registros ainda contará com o logotipo com o grupo e trabalhos com Tyler e Matt marcians.[carece de fontes?]
Earl é destaque na faixa "Super Rich Kids" do álbum de estreia de Frank Ocean Channel ORANGE lançado digitalmente 10 de julho de 2012. Em 16 de julho, Domo Genesis e The Alchemist lançou o primeiro single oficial, "Elimination Chamber", de seu álbum de colaboração No Idols, que contou com Earl, Vince Staples, e Action Bronson, e produzido por The Alchemist. Ele também foi mais tarde incluído no álbum novamente na faixa "Daily News" (também com SpaceGhostPurrp & Action Bronson) & "Gamebreaker". Em 23 de julho 2012, Flying Lotus lançou uma canção intitulada "Between Friends" no Adult Swim série que apresenta Earl Sweatshirt e o Capitão Murphy. Earl é destaque no terceiro álbum de estúdio do MellowHype.[carece de fontes?]
Em 2 de novembro, Earl lançou seu primeiro single solo desde seu retorno de Samoa, intitulado "Chum". Em 12 de novembro, ele anunciou em um tweet que o segundo e terceiro álbum de estúdio será intitulado, respectivamente, Doris e Gnossos. Em 4 de dezembro, Earl lançou o vídeo oficial da música "Chum". Há rumores de aparecer Doris, que está atualmente sem uma data de lançamento. Doris foi relatado para os vocais de recursos ou de produção de Tyler, The Creator, Frank Ocean, Ommas Keith, Thundercat, Domo Genesis, The Neptunes, Christian Rich, Vince Staples, BBNG, Pharrell Williams, Samiyam, The Alchemist, Casey Veggies, The Internet e RZA. Em janeiro de 2013, foi anunciado que o grupo iria se apresentar no Coachella Valley Music and Arts Festival, e em fevereiro de 2013, foi anunciado que ele também iria se apresentar no Bonnaroo Music 2013 and Arts Festival.[carece de fontes?]
Em março de 2013 durante a realização de Flying Lotus e Mac Miller, Earl estreou três novas canções off Doris, "Burgundy", produzido por Pharrell Williams, "Hive", com Casey Veggies e Vince Staples e "Guild" com Mac Miller. Earl também confirmou o próximo single a ser intitulado "Whoa", com Tyler, The Creator. A canção foi lançada no iTunes em 12 de março de 2013, juntamente com o vídeo da música que está sendo lançado, que foi dirigido por Tyler.

## Discografia
A discografia de Earl incluem:[carece de fontes?]

### Álbuns de estúdio
- Doris (2013)
- I Don't Like Shit, I Don't Go Outside: An Album by Earl Sweatshirt (2015)
- Some Rap Songs (2018)

### Com o Odd Future
- Radical (2010)
- The OF Tape Vol. 2 (2012)

### Colaborações
Earl Sweatshirt & The Alchemist – "Wind In My Sails" & "45"

### Singles
- Balance (2016) [lançado em colaboração com o produtor Knxwledge]
- Earl (2010) [Incluso no álbum "Earl"]
- Chum (2012) [Incluso no álbum "Doris"]
- Whoa (2013) [Incluso no álbum "Doris"]
- Hive (2013) [Incluso no álbum "Doris"]
- Grief (2015) [Incluso no álbum "I Don't Like Shit, I Don't Go Outside: An Album by Earl Sweatshirt"]
- Nowhere2go (2018) [Incluso no álbum "Some Rap Songs"]
- The Mint (2018) [Incluso no álbum "Some Rap Songs"]
- East (2019) [Incluso no álbum "Feet Of Clay"]